# Ladislav Štépanovský
Ladislav Štépanovský (1887 – ?) cseh nemzetközi labdarúgó-játékvezető.

## Pályafutása

### Nemzetközi játékvezetés
A Csehszlovák labdarúgó-szövetség Játékvezető Bizottsága (JB) 1926-ban terjesztette fel nemzetközi játékvezetőnek, a Nemzetközi Labdarúgó-szövetség (FIFA) bíróinak keretébe. Több nemzetek közötti válogatott és klubmérkőzést vezetett vagy működő társának partbíróként segített. Az aktív nemzetközi játékvezetéstől 1930-ban búcsúzott. Válogatott mérkőzéseinek száma: 4.

## Magyar vonatkozás
| Időpont              | Helyszín                 | Mérkőzés típusa          | Mérkőzés              | Eredmény | Nézők száma |
| -------------------- | ------------------------ | ------------------------ | --------------------- | -------- | ----------- |
| 1926. szeptember 19. | Hohe Warte Stadion, Bécs | 118. válogatott mérkőzés | Ausztria–Magyarország | 2 : 3    | 40 000      |